# زیردریایی یو-۴۵۴
زیردریایی یو-۴۵۴ (به انگلیسی: German submarine U-454) یک زیردریایی بود که طول آن ۶۷٫۱ متر (۲۲۰ فوت ۲ اینچ) بود. این زیردریایی در سال ۱۹۴۱ ساخته شد.